# Alfons Kania
Alfons Kania (ur. 18 maja 1924 w Chorzowie, zm. 24 września 2012 w Opolu) – polski piłkarz grający na pozycji obrońcy (stopera), trener.

## Kariera
Alfons Kania karierę piłkarską rozpoczął jeszcze przed wojną światową w Ruchu Chorzów. Po wojnie grał w Ślęzie Wrocław, a w latach 1951–1957 w Budowlanych Opole, z którymi w sezonie 1952 po raz pierwszy awansował do ekstraklasy, w której debiut zaliczył 15 marca 1953 roku w przegranym 1:2 u siebie z Gwardią Warszawa, a sezon 1953 zakończył na przedostatnim – 11. miejscu, w związku z czym spadł z ekstraklasy.
W sezonie 1955 ponownie awansował do ekstraklasy, a także dotarł do półfinału Pucharu Polski, w którym zakończył udział w rozgrywkach po przegranej 0:2 w meczu wyjazdowym z Lechią Gdańsk. Po sezonie 1957 zakończył piłkarską karierę.
Łącznie w ekstraklasie rozegrał 49 meczów.

## Kariera trenerska
Alfons Kania po zakończeniu kariery piłkarskiej rozpoczął karierę trenerską. Trenował takie kluby, jak m.in.: Pionier Strzelce Opolskie, Polonia Nysa, Odra 1b, Bolko Opole, Opolanin Opole, Odra Opole.

## Sukcesy

### Zawodnicze
Budowlani Opole
- Awans do ekstraklasy: sezonie 1952, sezonie 1955
- Półfinał Pucharu Polski: sezonie 1955

### Odznaczenia
- Zasłużony dla Odry Opole: 2005[5]

## Ostatnie lata
W 2005 roku, podczas uroczystości 60-lecia Odry Opole Alfons Kania otrzymał odznakę „Zasłużony dla Odry Opole”.
Zmarł 24 września 2012 roku w Opolu. Został pochowany 27 września 2012 roku na cmentarzu komunalnym w Opolu. Miał żonę, córkę i wnuki.